# Teodor Jełowicki
Teodor Adam-Michał Jełowicki (ur. 9 listopada 1828, zm. 1905) – polski ziemianin pochodzenia rusińskiego, sekretarz generalny kijowski, marszałek powiatu humańskiego, muzyk, pamiętnikarz, emigrant i filantrop.

## Lata młodzieńcze
Urodził się 9 listopada 1828 roku w Sinicy w Obwodzie kijowskim w majątku rodziców, Stefana – marszałka powiatu krzemienieckiego i Antoniny z Iwaszkiewiczów. Uczył się w Liceum im. Richelieu'ego w Odessie, gdzie pobierał lekcje gry na fortepianie. Ukończył Kijowski Uniwersytet Narodowy im. Tarasa Szewczenki na Wydziale Prawa. W liceum, jak i podczas studiów przyjaźnił się z Augustem Iwańskim, uczestnikiem powstania styczniowego, zesłańcem i muzykiem-amatorem.
W 1857 roku zobowiązał się wypłacić matce 10 tysięcy rubli srebrnych w zamian za dożywocie, a Antonina z Iwaszkiewiczów wprowadziła syna w posiadane majątki ojczyste. W tym samym roku zbudował w Łanowcach kościół empirowy, po spaleniu się w 1839 roku dawnego, z drzewa dębowego, wystawionego przez Krzysztofową Jełowicką i jej syna Eliasza. Konsekracji dokonał ks. bp Kacper Borowski w 1860.
W 1860 roku został marszałkiem humańskim. Urząd ten sprawował w warunkach doby przedpowstaniowej i w trakcie przeprowadzania reformy włościańskiej.

... który obrany był na marszałka powiatu humańskiego, urząd ten w trudnych warunkach, wobec przeprowadzania uwłaszczania włościan i w dobie przedpowstańczej, sprawował z taktem i gorliwością obywatelską. Nie był on człowiekiem inicjatywy, ale szedł z prądem najlepszym. Za domniemane sprzyjanie, gdyż wyraźnych faktów nie ujawniono, ruchowi powstańczemu, a właściwie dla zagarnięcia pięknego majątku, kazano mu sprzedać takowy, z czego skorzystał karierowicz rządowy baron Teodor Korff, Jełowicki zaś wyniósł się do Paryża, gdzie doczekawszy się wieku późnego, umarł w stanie kawalerskim...”

## Powstanie styczniowe
Jełowicki nie brał bezpośredniego udziału w powstaniu, ale wspierał je finansowo. Wraz z innymi marszałkami został aresztowany i osadzony w więzieniu w cytadeli kijowskiej. Zmuszony do wyprzedaży swych dóbr na Wołyniu i w Ukrainie: na Łanowcach, Oryszkowcach, Noworoczycy i kluczu Sienickim pod Humaniem. Majątki te zostały, w 1868 roku wyprzedane na licytacji na mocy ukazu cesarskiego z 10 grudnia 1865.
Od nadania Paszkowi Jełowickiemu Łanowiec przechodziły z ojca na syna i pozostawały w rękach Jełowickich przez 424 lata.

### Na emigracji
Teodor Jełowicki kontynuował studia muzyczne w Paryżu, m.in. u Juliana Fontany, przyjaciela i kolegi Chopina. Pomagał finansowo młodym muzykom, zwłaszcza emigrantom z kraju. Wspierał również Polską Misję katolicką prowadzoną przez oo. Zmartwychwstańców, Zakład św. Kazimierza, gdzie był członkiem Komitetu Panów tego zakładu, oraz Bibliotekę Polską.
Jesienią 1871 roku wybrał się do Lwowa w celu kupna majątku na Podolu, ale wrócił widząc, że „nie lepiej tam, jak we Francji”. W 1873 został członkiem Towarzystwa Historyczno-Literackiego obok stryjecznego brata, ks. A. Jełowickiego. Zbliżył się szczególnie do Cypriana Norwida, któremu wydatnie pomagał w czasie pobytu poety w Zakładzie św. Kazimierza. Norwid, w dowód wdzięczności ofiarował mu album z własnoręcznymi szkicami, akwarelami i akwafortą. Kiedy poeta zmarł, Teodor Jełowicki złożył 400 franków na koszty jego pogrzebu.

## Śmierć
Jełowicki zmarł nagle w Paryżu, bez testamentu, 9 listopada 1905 roku. Został pochowany na cmentarzu w Montmorency. Pozostawił dziennik spisywany systematycznie w ciągu czterdziestu lat (1865-1905). Znajdowały się tam również jego fotografie i rysunki Norwida oraz kompozycje muzyczne Chopina, Juliana Fontany i Wojciecha Sowińskiego. Część korespondencji spłonęła w Warszawie w 1944 roku. Spadek odziedziczyła po nim wnuczka jego siostry Stefanii z Jełowickich: Maria ze Złotnickich wraz z mężem Władysławem Jaroszyńskim.